# Левенки (Кировская область)
 Левенки  — деревня в Афанасьевском районе Кировской области в составе Ичетовкинского сельского поселения.

## География
Расположена на расстоянии примерно 4 км на юг от райцентра поселка  Афанасьево на левом берегу реки Кама.

## История
Известна с 1978 года, в 1989 9 жителей .  

## Население
Постоянное население составляло 5 человек (русские 100%) в 2002 году, 2 в 2010.